# Пећина Домица
Пећина Домица (словен. Domica) је крашка пећина која се налази на југозападној граници висоравни Силицка планина (Silicka planina Plateau), 10 km (6,2 mi) југоисточно од Плешивеца у Рожњавском округу Кошичког региона у јужној Словачкој. У комбинацији са пећином Барадла, она чини најзначајнији део прекограничне мреже пећина Аггелек и Словачког карста који се наставља у Национални парк Агтелек у Мађарској. Пећина је позната по својој сложеној структури и великој густини спелеотема.
Ове огромне кречњачке пролазе, који су настали током средњег тријаса и богати су спелеотемама, открио је 1926. Јан Мајко. Део од 1.600 m (5.200 ft) укупне дужине од 5.140 m (16.860 ft) је јавно доступан од 1932. године.
Као елемент пећина Агтелек краша и Словачког крша, ово место је 1995. године уврштено на Унескову листу светске баштине због разноликости пећинских карактеристика које се налазе у њој и записа о утицају тропских и умерених температура на формирање крашких пећина.

## Истраживање
Локалитет припада сложеном низу крашких формација које обухватају 712 пећина, од којих су многе биле добро познате локалном становништву вековима. Бартоломеј, свештеник из Октине, документовао је своје прве систематске екскурзије у пећину Certova diera 1801. Његове закључке да су неке локалне пећине једноставно делови већег ентитета потврдио је истраживач И. Ваш, који је истраживао пећину Барадла 1821. године, а археолошки рад је започео 1821. године. Он је угерисао везу Certova diera и пећине Барадла, као и К. Зигмент 1891. Само обимни рад Јана Мајка из 1926. године потврдио је међусобну повезаност неколико локалних пећина и довео до открића пећине Домица. 3. октобра 1926. године Ј. Мајко је са њеног дна продро у велике подземне 15 m дубоке подземне просторе. Многа археолошка открића су направљена касније.

## Опис
Пећина Домица се налази у словачком крашу и састоји се од светлих кречњака средњег тријаса. Пролазе су обликовале воде подземне реке, зване Стикс. Декорација спелеотема је свеприсутна и веома импресивна, укључујући каскаде сталактитних језера, различито обликоване сталактитске куполасте храмове и посебно гвано слепих мишева, који се проширио у синтер коре, представља јединствене форме и текстуре површинске декорације.
Крашки процеси су током десетина милиона година створили различите структуре и станишта која датирају из касне креде. Каснији периоди умерених, глацијалних, суптропских и тропских климатских услова одлично показују формирање краша у различитим условима. Биолози, геолози и палеонтолози се суочавају са богатим скупом различитих услова, који утичу на седиментацију, еволуцију и фосилизацију у геолошком временском оквиру.

### Фотографије
- Улаз
- Спелеотеми
- Каскаде Кречњака
- Сталактити

## Људска присутност
Јарослав Бем руководио је ископавањима током 1930-их. Људско присуство је документовано још из палеолита. Пећина је вероватно била случајно уточиште за најстарије неолитске становнике данашње источне Словачке. Међутим, пећину су посећивали људи из неолита из културе Бик, који су можда чак и производили своју посебну керамику танких зидова унутар пећине. Првобитни улаз у пећину Домица био је блокиран рушевинама након што су га палеољуди напустили и пећина је постала неприступачна.
На више места пећине откривене су рупе од стамбених објеката и огњишта. Више од 200 реконструисаних контејнера од уломака, као и тераса ископана падина у ситнозрној иловачи на обали Стикса са отисцима камених секира сведоче о производњи керамике у пећини. Пегла, шила, стреле, најстарији чешаљ у Европи, прстен, украшена цилиндрична наруквица и удица представљају врхунац неолитске обраде костију. Сачувани су и привесци од шкољки и животињских зуба.